# 110. østlige længdekreds
Den 110. østlige længdekreds (eller 110 grader østlig længde) er en længdekreds, der ligger 110 grader øst for nulmeridianen. Den løber gennem Ishavet, Asien, det Indiske Ocean, det Sydlige Ishav og Antarktis.